# Christophe Hindricq
Christophe Hindricq (18 februari 1965) is een Belgisch wielrenner, rolstoelrugbyspeler en paralympiër.

## Levensloop
Hindricq nam in 2004 voor België het eerst deel aan de Paralympische Zomerspelen in Athene als lid van het rugbyteam. In 2012 nam hij opnieuw deel ditmaal in het wielrennen.
Op de Paralympische Spelen van 2016 behaalde hij brons op de ploegaflossing samen met Jonas Van de Steene en Jean-François Deberg en behaalde de 5de plaats op zowel de tijdrit als de wegrit. 

## Prestaties

### Rolstoelrugby
- 2004: Paralympische Zomerspelen 2004 te Athene: 6de plaats

### Wielrennen
- 2016: Paralympische Zomerspelen 2016 te Rio: Ploegaflossing: H2-H5:
- 2016: Paralympische Zomerspelen 2016 te Rio: Wegrit H2: 5de plaats
- 2016: Paralympische Zomerspelen 2016 te Rio: Tijdrit H2: 5de plaats
- 2016: Wereldkampioenschap te Bilbao: Ploegaflossing:
- 2012: Paralympische Zomerspelen 2012 te Athene : Wegrit H2: 4de plaats
- 2012: Paralympische Zomerspelen 2012 te Athene : Tijdrit H2: 7de plaats
- 2005: Europees Kampioenschap te Alkmaar: Wegrit: [1]